# Ulearum
Ulearum, biljni rod iz porodice kozlačevki smješten u tribus Caladieae, dio potporodice Aroideae.
To su mali zimzeleni gomoljasti geofiti sa šumskog tla u tropskoj kišnoj šumi Perua, Brazila i Ekvadora. Priznate su dvije vrste. 

## Vrste
1. Ulearum donburnsii Croat & Feuerst.; ekvadorski endem
2. Ulearum sagittatum Engl.; Brazil, Peru